# Mahou (gemeente)
Mahou is een gemeente (commune) in de regio Sikasso in Mali. De gemeente telt 16.200 inwoners (2009).
De gemeente bestaat uit de volgende plaatsen:
- Banzi
- Komé
- Mahou
- Nofolola
- Son
- Sona